# Llau de la Solana de Palles
La llau de la Solana de Palles és una llau del terme municipal de Conca de Dalt, al Pallars Jussà, a l'antic terme d'Hortoneda de la Conca, a l'àmbit de l'antic poble de Perauba.
Es forma a migdia de l'extrem oriental de la Solana de Palles quan s'ajunten diverses llaus de muntanya, entre elles la llau de l'Obaga de Sacoberta, prop de la Font de l'Aviador. Des d'aquell lloc davalla cap a ponent resseguint pel sud tota la Solana de Palles i pel nord l'Obaga de Sacoberta, travessa el Pletiu de la Solana de Palles, passa per sota de l'extrem sud-occidental del Serrat dels Trossos dels Arrendadors, passa a ponent del Pletiu dels Racons i pel nord de la Solana del Comelleró, deixa al nord l'Espluga de l'Oli d'Ermini i arriba als Rocs del Comeller, on salta la cinglera i va a trobar la llau de la Font Freda, a llevant de les Baürtes, per formar la llau de Perauba.